# فرودگاه باکلند
فرودگاه باکلند (به انگلیسی: Buckland Airport) یک فرودگاه همگانی با کد یاتا BKC است که یک باند فرود شن دارد و طول باند آن ۹۷۵ متر است. این فرودگاه در شهر باکلند، آلاسکا کشور ایالات متحده آمریکا قرار دارد و در ارتفاع ۹ متری از سطح دریا واقع شده‌است.